# ジャン・ベーラ
ジャン・マリー・ベーラ（Jean Marie Behra, 1921年2月16日 - 1959年8月1日）はフランス人のレーシングドライバーで、ゴルディーニ、マセラティ、BRM、ポルシェ、スクーデリア・フェラーリからF1に出走した。ベーラはフランスのニースで生まれドイツのベルリンで死去した。

## 人物
ベーラは小柄だががっちりした体格で、体重は178ポンド（約80キロ）あった。ベーラは肩が大きく、12回にわたる事故により受けた傷跡があった。1955年には事故によって片耳を引きちぎられた。ベーラは時に素晴らしいドライブをしたが、熱意に欠けるドライブを見せることもあった。

## キャリア概要
ベーラはスポーツカー、グランプリカーのレースへ転向するまで、モト・グッツィでオートバイレースに参戦した。1952年にベーラは4輪の競技参戦を開始した。 ヨアキム・ボニエは、自身のレーススキルは主にベーラから学んだと述べた。ベーラはF1の世界選手権レースでは勝利を挙げることはできなかったが、モータースポーツへの抑えられない欲望をコントロールし、生涯、強力な選手であると見なされ続けた。ベーラは1952年に行われた非選手権レースのランスグランプリでF1での勝利を挙げると、1959年までに多くのレースに優勝したが、選手権レースで勝つことは一度もなかった。

### ゴルディーニ
ベーラは、1952年の11月にメキシコで開催されたパンアメリカンロードレースにゴルディーニから参戦し、オアハカ州に居た。ベーラは、メキシコの南部国境からエルパソに程近い シウダー・フアレスのアメリカ＝メキシコ国境まで、5日間で争われたこのレースの最初のステージに勝利した。初日、ベーラは19番目にスタートし、3時間41分44秒でゴールした。競技2日目、ベーラはプエブラから約50マイル（80km）離れた地点のカーブでクラッシュした。1954年4月のポーグランプリで、ベーラはレースの残り10分で先頭を追い抜き、優勝した。ベーラはマシントラブルのために何度もピットインしながらも、モーリス・トランティニアンを200ヤードの差で抑えた。ベーラは6気筒のゴルディーニをドライブしていた。。
1954年イギリスGPでは、F1世界選手権でベーラ自身唯一のファステストラップを記録したが、ファステストラップを記録したドライバーが7名いたため、ベーラには0.14ポイント(1ポイントの1/7)が与えられた。

### マセラティ
1955年、ベーラは2年連続でポーグランプリを制したが、この年はマセラティのハンドルを握っていた。このレースはアルベルト・アスカリが19周目までリードしていたが、アスカリはブレーキトラブルで後退した。このレースは5万人の観衆を集め、16台出走のうち11台がフィニッシュした。。ベーラとルイジ・ムッソはチームメイトとして1008kmで争われたモンツァの super-Cortemaggiori Grand Prix に出場した。二人は3000ccのマセラティをシェアし、6.3kmのサーキットのコースレコードとラップレコードを樹立し優勝した。
1956年6月脚の手術を受け、モンツァグランプリ1000kmへの欠場を余儀なくされたが、同年7月のルーアングランプリでポールポジションを獲得した。ベーラのマセラティは平均時速155.46kmで周回した。また同年10月にマセラティをドライブし、2000ccのスポーツカーイベントとして開催されたローマグランプリを制した。優勝したベーラの走行距離は166.030kmだった。ベストラップは2分16秒9、平均174.003km/hで、これはカステルフサーノのコースレコードだった 。
1957年4月ポーグランプリで最速のタイムを記録した。ベーラは2.77kmのコースを1分35秒7で周回し、これは自身の持つラップレコードから0.5秒遅れだった。レース距離は304.6km（約190マイル）で、ベーラはポー市街地で開催されたこのレースを平均時速62.7マイル（時速約100.9km）で走りきり、勝利した。
1957年5月、ベーラはミッレミリア用の車両テスト中に負傷した。ベーラは回復し、翌月の6月22日に開催されたル・マン24時間レースにマセラティから出走することになった。ベーラは1957年8月にスウェーデンのクリスチャンスタッドにある、ラベロフの6.537kmのアスファルト舗装のコースで開催されたスウェディッシュ6時間グランプリで勝利を収めた。ベーラは翌月のモデナ・グランプリにも勝利した。

### ポルシェ
ベーラはポルシェをドライブし、イギリス人ドライバーのグラハム・ヒル、アラン・ステイシーを下して第6回ルーアン・グランプリを制した。ベーラはオポルトで開催された1958年ポルトガルGPにはBRMから出走し、4位に入賞した。ベーラはポルシェをドライブして9月に開催されたベルリン・グランプリに勝利した。ベーラは5.19マイル (8.35 km)のコースを20周し、48分14.8秒のタイムで優勝した。最終的に1958年にヨーロッパで開催された8戦のスポーツカーレースでポルシェ・スパイダーをドライブし、複数回の優勝を記録した。F1にはBRMのみから参戦した。ベーラは1958年10月にリバーサイドで開催されたレースでポルシェ・RSKをドライブして4位に入賞した。レース後、カサブランカで開催されたモロッコGPに出場するため、急いでレース場を後にし、飛行機でヨーロッパに戻った。ベーラは非常に急いでおり、飛行機に間に合わせるため、救急車に乗ってリバーサイドを後にした。

## 最後のシーズンと死
1959年、ベーラはフェラーリに移籍し、トニー・ブルックスのチームメイトになった。ベーラは4月にエイントリーで開催されたF1マシンによる200マイル (320 km)のレースで勝利した。ベーラは平均時速88.7マイル (142.7 km)を記録し、ブルックスが10秒差で2位に続いた。ベーラはランスで開催されたフランスGPをピストン破損によりリタイアすると、激しい議論の末チームマネージャーのロモロ・タボーニを殴打し、即座にチームを追われた。
それから1ヶ月も経たないうちに、ベーラはベルリンのアヴスで開催されたスポーツカーレースにポルシェ・RSKで参戦し、雨の中クラッシュした。このレースはドイツGPと併催で、グランプリの決勝前日に開催された。ベーラは車両から投げ出されてコース外の旗ざおにぶつかり、その際に頭蓋骨を骨折し、死亡した。
このスポーツカーレースは、1500cc以下の小さな排気量の車両で争われた。3周が終了した時点で、ベーラはヴォルフガング・フォン・トリップスとヨアキム・ボニエ（この2人はレースを1位と2位で終えた）に次ぐ3位を走行していた。 
AVUSは特徴あるレーストラックで、アウトバーンの車線を2.5マイル (4.0 km)にわたり使用していた。北行きと南行きの車線は15メートルほど離れていた。コースの一方の端は時速30マイル (48 km)ほどで通過するヘアピンになっていた。もう一方の端は、9メートルほどの高さの急なバンク角のついたカーブだった。ベーラは降り続ける雨の中、時速110マイル (180 km)で走行中にコントロールを失った。ベーラのポルシェはリアを左右に振り始めると、つるつるで急なバンクをリアから滑り上がった。そしてポルシェはスピンし、バンクの頂上に到達したときには、ノーズが上を向いていた。車両はバンクの頂上に側面から激しく着地し壊れて停止したが、レースは続行された。ベーラは車両から投げ出され、バンクの頂上に並ぶ、参加者の国旗を掲げた8本の旗ざおのうちの1本に衝突した。ベーラが衝突した旗ざおは、ほぼ半分の高さのところで折れ曲がった。
ベーラは林の中に落下し、パドックの道路わきまで転がった。そこはドライバーや車両がしばしばプラクティスを待つ場所だった。病院の発表によると、ベーラは肋骨のほとんどを骨折し、致命傷となる頭蓋骨に見舞われていた。アヴスはアウトバーンA115の一部であり、A115はドイツの高速道路システムの主要な部分を担っている。

## 追悼
8月1日事故死してから6日後、ベーラはフランスのニースに埋葬された。この間に3度の葬儀が行われた。最初はベルリン、次にパリだった。ニースでは、3000人もの会葬者が道に並んだ。
ベーラは19歳の息子、ジャン＝ポールを遺した。ベーラの死去により、名声あるフランス人ドライバーはモーリス・トランティニアンだけになった。トランティニアンはベーラの家族を慰め、フランスの若手ドライバーに「国際モーターレースでフランスの色を守ろう」と呼びかけた。このレース界のグループの活動に名を寄せなかった著名人にはエンツォ・フェラーリが含まれていた。エンツォ・フェラーリはベーラの死の10日前に、ベーラをファクトリードライバーから外しており、ベーラの葬儀の会葬者への追悼のメッセージも送らなかった。

## レース戦績

### F1
| 年     | 所属チーム                       | シャシー | 1       | 2       | 3       | 4       | 5       | 6       | 7       | 8       | 9       | 10      | 11      | WDC       | ポイント |
| ------ | -------------------------------- | -------- | ------- | ------- | ------- | ------- | ------- | ------- | ------- | ------- | ------- | ------- | ------- | --------- | -------- |
| 1952年 | ゴルディーニ                     | Type 16  | SUI 3   | 500     | BEL Ret | FRA 7   | GBR     | GER 5   | NED Ret | ITA Ret |         |         |         | 11位      | 6        |
| 1953年 | ゴルディーニ                     | Type 16  | ARG 6   | 500     | NED     | BEL Ret | FRA 10  | GBR Ret | GER Ret | SUI Ret | ITA     |         |         | NC (21位) | 0        |
| 1954年 | ゴルディーニ                     | Type 16  | ARG DSQ | 500     | BEL Ret | FRA 6   | GBR Ret | GER 10  | SUI Ret | ITA Ret | ESP Ret |         |         | 26位      | 1⁄7      |
| 1955年 | マセラティ                       | 250F     | ARG 6*  | MON 3*  | 500     | BEL 5*  | NED 6   | GBR Ret | ITA 4   |         |         |         |         | 9位       | 6        |
| 1956年 | マセラティ                       | 250F     | ARG 2   | MON 3   | 500     | BEL 7   | FRA 3   | GBR 3   | GER 3   | ITA Ret |         |         |         | 4位       | 22       |
| 1957年 | マセラティ                       | 250F     | ARG 2   | MON     | 500     | FRA 6   | GBR Ret | GER 6   | PES Ret | ITA Ret |         |         |         | 11位      | 6        |
| 1958年 | マセラティ／ケン・カバナ         | 250F     | ARG 5   |         |         |         |         |         |         |         |         |         |         | 11位      | 9        |
| 1958年 | オーウェン                       | P25      |         | MON Ret | NED 3   | 500     | BEL Ret | FRA Ret | GBR Ret | GER Ret | POR 4   | ITA Ret | MOR Ret | 11位      | 9        |
| 1959年 | フェラーリ                       | Dino 246 | MON Ret | 500     | NED 5   | FRA Ret | GBR     |         |         |         |         |         |         | 17位      | 2        |
| 1959年 | ベーラ・ポルシェ／ジャン・ベーラ | RSK      |         |         |         |         |         | GER DNS | POR     | ITA     | USA     |         |         | 17位      | 2        |

- 太字はポールポジション、斜字はファステストラップ。(key)
- * : 同じ車両を使用したドライバーに順位とポイントが配分された。

### ル・マン24時間レース
| 年     | チーム                               | コ・ドライバー             | 使用車両                     | クラス | 周回   | 総合順位 | クラス順位 |
| ------ | ------------------------------------ | -------------------------- | ---------------------------- | ------ | ------ | -------- | ---------- |
| 1950年 | オートモビル ゴルディーニ            | ロジャー・ロワイエ         | ゴルディーニ・T15S           | S 1.5  | 50     | DNF      | DNF        |
| 1951年 | エキップ ゴルディーニ                | モーリス・トランティニアン | ゴルディーニ・T15S           | S 1.5  | 49     | DNF      | DNF        |
| 1952年 | オートモビル ゴルディーニ            | ロバート・マンゾン         | ゴルディーニ・T15S           | S 3.0  | (13hr) | DNF      | DNF        |
| 1953年 | オートモビル ゴルディーニ            | ロベルト・ミエレス         | ゴルディーニ・T15S           | S 3.0  | 84     | DNF      | DNF        |
| 1954年 | オートモビル ゴルディーニ            | アンドレ・サイモン         | ゴルディーニ・T24S           | S 3.0  | 76     | DNF      | DNF        |
| 1956年 | オートモビル タルボ                  | ルイ・ロジェ               | タルボ・2500 スポール        | S 3.0  | 220    | DNF      | DNF        |
| 1957年 | オフィチーネ アルフィエリ マセラティ | アンドレ・サイモン         | マセラティ・450S スパイダー  | S 5.0  | 28     | DNF      | DNF        |
| 1958年 | ポルシェ KG                          | ハンス・ヘルマン           | ポルシェ・718 RSK スパイダー | S 2.0  | 291    | 3位      | 1位        |
| 1959年 | スクーデリア・フェラーリ             | ダン・ガーニー             | フェラーリ・250 TR/59        | S 3.0  | 129    | DNF      | DNF        |